# 맨틀 대류설
맨틀 대류설(mantle convection 對流說)은 대륙 이동설에서 대륙을 움직일 수 있는 힘으로 맨틀 내의 열대류에 의한 물질의 이동을 생각하는 가설이다.
물리학적으로는 옛날 J. Rayleigh 등이 열대류의 계산을 해본 적이 있었다(1916). 1931년에 홈스(A. Holmes)는 조산력(造山力)으로서 이 열대류를 생각하였다. 그 뒤 페케리스(C. L. Pekeris)는 1935년에 지구 상의 중력 이상을 생기게 하는 물질 분포를 맨틀 내의 대류로 생각하여 계산한 적이 있었다. 1939년엔 그리그스(D. Griggs)는 조산력으로서의 열대류의 모델을 실험하였다. 이상은 준비기라고 할 만한 시대의 연구이다. 1930년대에 동인도 제도의 해구를 따라 음(-)의 중력 이상대가 존재함을 발견한 베닝 마이네츠(F. A. Vening Meinesz)는 2차 대전 후 해구의 성인에 관한 열대류설을 활발히 전개하였다.
맨틀 대류에 의해 합리적인 설명이 주어질 수 있는 현상에는, 해령 위에서 지각 열류량(地殼熱流量)이 현저하게 크다든지 심발 지진의 진원면이 대륙쪽으로 함입되어 있다든지 하는 것이 있다. 그리고 이와 같은 대류로 인하여 물질의 고르지 못한 분포가 생기면, 그것은 지오이드의 요철로서 나타나게 되어 있고, 거꾸로 지오이드의 분포로부터 열대류의 방향, 나아가서는 지각 표면에 작용하고 있는 힘도 추정할 수 있다. 맨틀 대류의 속도는 수평방향으로 1년에 1cm 정도라고 하지만, 오늘날까지 직접 그 움직임을 확인한 사람은 없다. 인공위성을 이용하여 대륙 간의 거리를 되풀이해 측정함으로써 맨틀의 흐름과 함께 대륙이 움직이고 있는지 아닌지를 직접 실증할 수 있다. 그리고 또 구 소련의 베로소프, 류스테키 등과 같이 이 설에 반대한 사람도 많다.